# Eseu extins (Bacalaureat Internațional)
Eseul extins (prescurtat EE) este o lucrare de cercetare de până la 4000 de cuvinte care le oferă elevilor posibilitatea de a efectua anchete sau cercetări independente pe un subiect care îi interesează. Ca și cursul de Teoria cunoașterii (eseul și prezentarea TOK) și participarea la activitățile Creativitate, activitate, serviciu, eseul extins este o condiție obligatorie pentru acordarea Diplomei IB. Cu toate acestea, elevii care nu doresc să urmeze un program de diplomă complet, luând certificate separate, nu au eseul extins în programă. 

## Subiecte recomandate
Este obligatoriu ca eseul extins să fie realizat pe o temă din domeniul unuia dintre subiectele IB studiate (de exemplu, eseul poate fi despre o carte care nu a fost studiată ca parte a cursului de literatură română). Cu toate acestea, tematica eseului nu trebuie să fie prea vastă sau prea redusă pentru a face dificilă scrierea eseului în limita de 4000 de cuvinte, iar subiectul general trebuie să fie predat în cadrul programului de diplomă IB de către un membru al personalului de la liceu (astfel încât să nu existe cineva cu expertiză capabil să ajute la redactarea eseului). Disciplina (nu tema) asupra căreia se scrie eseul extins se recomandă a fi una pe care candidatul a studiat-o formal, dar acest lucru nu este necesar. De asemenea, EE nu poate fi scris pe subiecte diferite – trebuie să se concentreze doar asupra unui singur subiect, cu excepția cazului în care studentul scrie pe tema Studii Internaționale. Cu toate acestea, unele teme includ mai multe discipline, dar se pune accent pe una. Un exemplu este tema Societăți, care poate include chimia, biologia, psihologia etc., în general, cu accent pe o disciplină. 

## Supraveghere
Supraveghetorul oferă studenților asistență în realizarea EE, inclusiv ghidându-i în găsirea unei întrebări adecvate de cercetare și cum să obțină resursele necesare pentru a finaliza cercetarea (cum ar fi un material sau resurse specifice – documente și cărți adesea greu de găsit – sau echipamente de laborator). Supraveghetorul poate sugera îmbunătățiri la o versiune a EE, dar nu trebuie să fie implicat în scrierea acestuia. OBI recomandă ca supervizorul să petreacă aproximativ două-trei ore în total cu candidat, discutând despre EE. Candidatul trebuie să participe la trei întâlniri cu supraveghetorul (cel puțin), ultima dintre acestea fiind realizată sub forma unui interviu denumit viva voce, care durează între 10-15 minute.

## Evaluare
Eseurile extinse sunt marcate de persoane numite evaluatori externi (examinatori desemnați de OBI), pe o scară de la 0 la 36. Există criterii generale și criterii specifice subiectului, considerate în raport de 2 la 1 (24 de puncte pentru criteriile generale și 12 puncte pentru criteriile specifice subiectului, în total). Punctajul total este convertit într-o notă de la A la E (sistem de evaluare în baza 7, unde A este cea mai mare notă, iar E cea mai mică). Un sistem similar este utilizat pentru cursul teoria cunoașterii, iar elevii pot obține până la 3 puncte pentru punctajul total al bacalaureatului pe baza punctajelor obținute pentru EE și TOK, calculate după matricea de mai jos.
O notă de E pentru eseul extins și / sau eseul TOK revocă eligibilitatea elevului de a primi Diploma IB (Ghidul Subiectului EE pag. 15).
|                                                | Nota din teoria cunoașterii | Nota din teoria cunoașterii | Nota din teoria cunoașterii | Nota din teoria cunoașterii | Nota din teoria cunoașterii | Nota din teoria cunoașterii |
| Nota din eseul extins                          |                             |                             |                             |                             |                             |                             |
| Nota din eseul extins                          |                             | A                           | B                           | C                           | D                           | E sau N                     |
| ---------------------------------------------- | --------------------------- | --------------------------- | --------------------------- | --------------------------- | --------------------------- | --------------------------- |
| Nota din eseul extins                          | A                           | 3                           | 3                           | 2                           | 1                           | Diplomă neacordată          |
| Nota din eseul extins                          | B                           | 3                           | 2                           | 1                           | 1                           | Diplomă neacordată          |
| Nota din eseul extins                          | C                           | 2                           | 1                           | 1                           | 0                           | Diplomă neacordată          |
| Nota din eseul extins                          | D                           | 1                           | 1                           | 0                           | 0                           | Diplomă neacordată          |
| Nota din eseul extins                          | E sau N                     | Diplomă neacordată          | Diplomă neacordată          | Diplomă neacordată          | Diplomă neacordată          | Diplomă neacordată          |
| Sursa: matricea de puncte de diplomă. Mai 2015 |                             |                             |                             |                             |                             |                             |